# يوهان ياكوب هيبر
يوهان ياكوب هيبر (بالألمانية: Johann Jacob Heber)‏ هو عالم رسم الخرائط ألماني، ولد في 1666 في بازل في سويسرا، وتوفي في 1724 في لينداو في ألمانيا.